# 그리움만 쌓이네
그리움만 쌓이네는 1983년 가수 여진의 노래이다. 노영심, 레이지본의 리메이크도 유명하며, 기타 여러 후배들에 의해 리메이크되었다.
여성 싱어송라이터 여진의 데뷔 앨범의 대표곡인 <그리움만 쌓이네>는 타이틀곡은 아니지만, 스탠다드 팝을 지향하는 곡으로 높이 평가받았다. 당시 트로트와 디스코 댄스 풍이 주류였던 대중가요계에서 여진은 성악과 클래식 음악을 전공한 사람답게 기존 대중가요의 트로트 멜로디와 거리가 있는 곡을 썼다. 베이스와 드럼의 리듬감을 적절히 가미한 서구식 소프트 팝/록 사운드를 음반에 담았다.

## 리메이크
1995년 피아노 연주자이자 변진섭의 <희망사항>등을 작곡한 노영심이 자신의 2집 앨범에 이 곡을 커버했다. 고등학교 3학년 때 친구가 선물해준 녹음 테이프를 듣고 이 곡에 반한 노영심은 여진의 행방을 수소문해 사용 허락을 받아냈다. 노영심 버전이 인기를 얻으면서 원작자 여진도 주목되었다.